# LyX
{\displaystyle \mathbf {L} \!{}_{\mathbf {\displaystyle Y} }\!\mathbf {X} } (scris în text obișnuit ca LyX) este un procesor de documente ce urmează o filosofie denumită ce vezi este ceea ce intenționezi (what you see is what you mean, WYSIWYM), opusă ideii WYSIWYG folosită de procesoarelor de text.
Utilizatorul LyX trebuie să aibă grijă doar de structura și conținutul documentului, iar formatarea este făcută de LaTeX, un sistem de compoziție tipografică avansat. LyX este conceput pentru autorii care doresc formatarea profesională a documentelor cu un efort redus și fără a deveni experți în compoziție tipografică. Compoziția tipografică este făcută automat, urmând un set de reguli predefinite, denumite stil. Cunoștințe de LaTeX nu sunt necesare, dar pot ajuta când se dorește obținerea de efecte specializate.
LyX poate fi folosit pentru scrierea de cărți, articole, scrisori și alte clase de documente suportate de LaTeX. De asemenea, LyX oferă suport pentru limbile cu scriere de la dreapta la stânga, precum arabă, persană și ebraică . LyX oferă de asemena suport și pentru chineză, japoneză și coreeană.
LyX este disponibil pentru Windows, Linux și UNIX, OSX și este publicat cu licență GPL, fiind astfel software liber. Interfața programului este tradusă în limba română, iar programul are suport românesc de corectare ortografică și despărțire în silabe.

## Funcționalități
- Interfață grafică (GUI) cu meniuri
- Numerotarea automată a capitolelor și generarea automată a cuprinsului
- Suport pentru normele tipografice standard, aliniere, spațiere, despărțire în silabe
- Suport pentru corectare ortografică (aspell sau corectorul de sistem pe platformele UNIX)
- Note
- Clase de document și șabloane similar cu comanda \documentclass[arguments]{theclass} în LaTeX
- Suport BibTeX
- Editor de tabele (WYSIWYG)
- Editor de formule (WYSIWYG)
- Abilitatea de a importa și exporta documente în diferite formate, precum PDF. Document PDF creat cu LyX

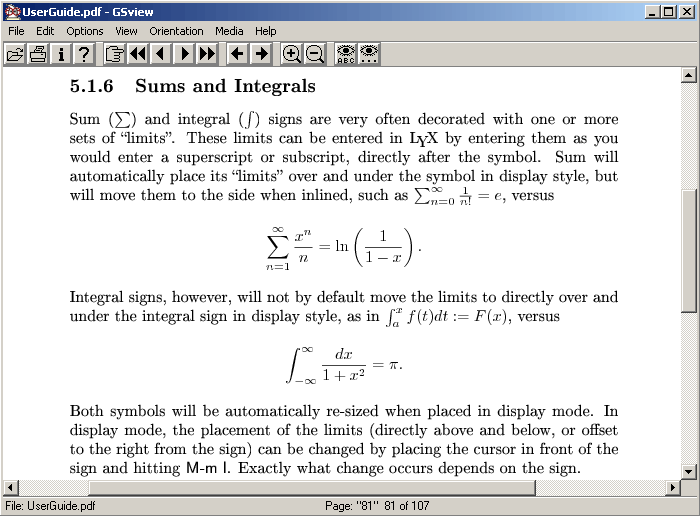
Document PDF creat cu LyX

- Export de documente în format DocBook SGML
- Suport revision control folosind Apache Subversion

Lista detaliată: http://www.lyx.org/Features

## Istorie
Matthias Ettrich a început dezvoltarea programului în 1995, cu numele Lyrix, iar după ce a fost anunțat pe USENET a primit multă atenție.